# Challenger de Lyon 2024
El torneo Open Sopra Steria de Lyon 2024 fue un torneo de tenis perteneció al ATP Challenger Tour 2024 en la categoría Challenger 100. Se trató de la 8ª edición; el torneo tuvo lugar en la ciudad de Lyon (Francia), desde el 10 hasta el 16 de junio de 2024 sobre pista dura de tierra batida al aire libre.

## Jugadores participantes del cuadro de individuales
| Preclasificado | País                 | Jugador              | Rank1 | Posición en el torneo |
| 1              | Bandera de Francia   | Hugo Gaston          | 88    | CAMPEÓN               |
| 2              | Bandera de Francia   | Alexandre Müller     | 90    | FINAL                 |
| 3              | Bandera de Francia   | Luca Van Assche      | 103   | Cuartos de final      |
| 4              | Bandera de Argentina | Camilo Ugo Carabelli | 110   | Primera ronda         |
| 5              | Bandera de Francia   | Valentin Vacherot    | 116   | Baja                  |
| 6              | Bandera de Francia   | Ugo Blanchet         | 160   | Segunda ronda         |
| 7              | Bandera de Francia   | Lucas Pouille        | 165   | Baja                  |
| 8              | Bandera de Suiza     | Alexander Ritschard  | 184   | Primera ronda         |

- 1 Se ha tomado en cuenta el ranking del 27 de mayo de 2024.

### Otros participantes
Los siguientes jugadores recibieron una invitación (wild card), por lo tanto ingresan directamente al cuadro principal (WC):
- Gabriel Debru
- Arthur Gea
- Maé Malige

Los siguientes jugadores ingresan al cuadro principal tras disputar el cuadro clasificatorio (Q):
- Javier Barranco Cosano
- Nikoloz Basilashvili
- Raphaël Collignon
- Sebastian Fanselow
- Federico Agustín Gómez
- Lucas Poullain

## Campeones

### Individual Masculino
- Hugo Gaston derrotó en la final a  Alexandre Müller por 6–2, 1–6, 6–1

### Dobles Masculino
- Manuel Guinard /  Grégoire Jacq derrotaron en la final a  Markos Kalovelonis /  Vladyslav Orlov por 4–6, 6–3, [10–6]